# سميساط
سميساط أو سميسط ((باليونانية: Σαμόσατα)‏ ساموساتا، بالسريانية: ܣܘܪܝܝܐ شميشط) مدينة تاريخية قديمة من مدن الأناضول تقع غربي نهر الفرات جنوبي ملطية وشرقي مرعش، عندها ينعطف نهر الفرات إلى الغرب. كانت من الثغور الجزرية ومنها تخرج الجيوش الإسلامية إلى بلاد الروم.
أصبحت سميساط محاطة بالماء من ثلاثة اتجاهات بعد إنشاء سد أتاتورك في عام 1989، وبقيت الجهة الشمالية موصولة بالبر.

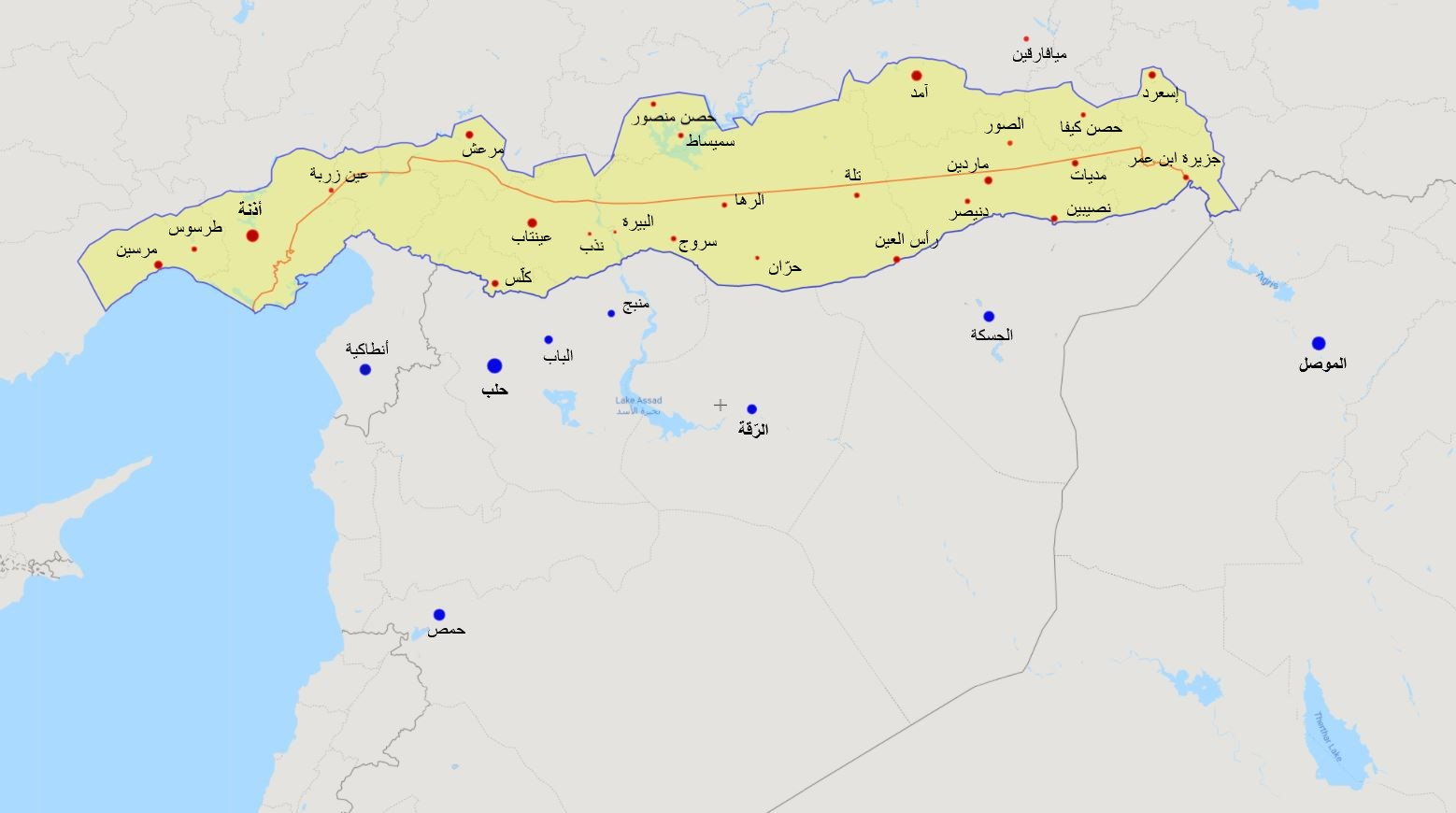
موقع سميساط ضمن مدن الأقاليم السورية الشمالية

## سميساط عند العرب
وصفها الإدريسي في كتابه نزهة المشتاق في اختراق الآفاق قائلا:

## أعلام
- الأفضل بن صلاح الدين
- فيلوبابوس
- لوقيان السميساطي